# Cargolet dorsi-rogenc
El cargolet dorsi-rogenc (Campylorhynchus capistratus) és un ocell de la família dels troglodítids (Troglodytidae).

## Hàbitat i distribució
Habita boscos i zones amb matolls a les terres baixes del sud-oest de Mèxic, Guatemala, El Salvador, Costa Rica, Hondures i Nicaragua.